# Llista de resolucions del Consell de Seguretat de les Nacions Unides 1501 a la 1600
Aquesta és una llista entre les resolucions 1501 a 1600 del Consell de Seguretat de les Nacions Unides aprovades entre el 26 d'agost de 2003 i el 4 de maig de 2005.
| Resolució      | Data                   | Votació                                                   | Assumpte |
| -------------- | ---------------------- | --------------------------------------------------------- | --- |
| Resolució 1501 | 26 d'agost de 2003     | 15–0–0                                                    | Autoritza força multinacional a l'est de la República Democràtica del Congo per ajudar a la Missió de les Nacions Unides a la República Democràtica del Congo |
| Resolució 1502 | 26 d'agost de 2003     | 15–0–0                                                    | Protecció de personal humanitari i de les Nacions Unides en zones de conflicte                                                                                |
| Resolució 1503 | 28 d'agost de 2003     | 15–0–0                                                    | Divideix les funcions fiscals del Tribunal Penal Internacional per a Ruanda i el Tribunal Penal Internacional per a l'antiga Iugoslàvia                       |
| Resolució 1504 | 4 de setembre de 2003  | 15–0–0                                                    | Nomena Carla Del Ponte com a Fiscal del Tribunal Penal Internacional per a l'antiga Iugoslàvia                                                                |
| Resolució 1505 | 4 de setembre de 2003  | 15–0–0                                                    | Nomena Hassan Bubacar Jallow om a Fiscal al Tribunal Penal Internacional per a Ruanda                                                                         |
| Resolució 1506 | 12 de setembre de 2003 | 13–0–2 (abstencions: França, Estats Units)                | Aixeca les sancions contra Líbia |
| Resolució 1507 | 12 de setembre de 2003 | 15–0–0                                                    | Estén el mandat de la Missió de les Nacions Unides a Etiòpia i a Eritrea                                                                                      |
| Resolució 1508 | 19 de setembre de 2003 | 15–0–0                                                    | Estén el mandat de la Missió de les Nacions Unides a Sierra Leone                                                                                             |
| Resolució 1509 | 19 de setembre de 2003 | 15–0–0                                                    | Estableix la Missió de les Nacions Unides a Libèria |
| Resolució 1510 | 13 d'octubre de 2003   | 15–0–0                                                    | Expandeix i estén el mandat de la Força Internacional d'Assistència i de Seguretat a l'Afganistan                                                             |
| Resolució 1511 | 16 d'octubre de 2003   | 15–0–0                                                    | Autoritza força multinacional a l'Iraq per contribuir a la seguretat                                                                                          |
| Resolució 1512 | 27 d'octubre de 2003   | 15–0–0                                                    | Incrementa el nombre de jutges temporals al Tribunal Penal Internacional per a Ruanda                                                                         |
| Resolució 1513 | 28 d'octubre de 2003   | 15–0–0                                                    | Estén el mandat de la Missió de Nacions Unides pel Referèndum al Sàhara Occidental                                                                            |
| Resolució 1514 | 13 de novembre de 2003 | 15–0–0                                                    | Estén el mandat de la Missió de les Nacions Unides a Costa d'Ivori                                                                                            |
| Resolució 1515 | 19 de novembre de 2003 | 15–0–0                                                    | Aplica el Full de ruta per a la pau proposat pel Quartet de Madrid en el Conflicte palestinoisraelià                                                          |
| Resolució 1516 | 20 de novembre de 2003 | 15–0–0                                                    | Condemna atemptats a Istanbul, Turquia |
| Resolució 1517 | 24 de novembre de 2003 | 15–0–0                                                    | Estén el mandat de la Força de les Nacions Unides pel Manteniment de la Pau a Xipre                                                                           |
| Resolució 1518 | 24 de novembre de 2003 | 15–0–0                                                    | Estableix el Comitè per rastrejar els actius financers eliminats d'Iraq per Saddam Hussein                                                                    |
| Resolució 1519 | 16 de desembre de 2003 | 15–0–0                                                    | Estableix grup de seguiment per investigar les violacions de l'embargament d'armes contra Somàlia                                                             |
| Resolució 1520 | 22 de desembre de 2003 | 15–0–0                                                    | Estén el mandat de la Força de les Nacions Unides d'Observació de la Separació                                                                                |
| Resolució 1521 | 22 de desembre de 2003 | 15–0–0                                                    | Renova sancions internacionals contra Libèria; Estableix Comitè                                                                                               |
| Resolució 1522 | 15 de gener de 2004    | 15–0–0                                                    | Integració i reestructuració de les forces armades a la República Democràtica del Congo                                                                       |
| Resolució 1523 | 30 de gener de 2004    | 15–0–0                                                    | Estén el mandat de la Missió de Nacions Unides pel Referèndum al Sàhara Occidental                                                                            |
| Resolució 1524 | 30 de gener de 2004    | 15–0–0                                                    | Estén el mandat de la Missió d'Observació de les Nacions Unides a Geòrgia                                                                                     |
| Resolució 1525 | 30 de gener de 2004    | 15–0–0                                                    | Estén el mandat de la UNIFIL |
| Resolució 1526 | 30 de gener de 2004    | 15–0–0                                                    | Estreny sancions contra Al-Qaeda, els Talibans, Osama bin Laden i altres grups                                                                                |
| Resolució 1527 | 4 de febrer de 2004    | 15–0–0                                                    | Estén el mandat de la Missió de les Nacions Unides a Costa d'Ivori                                                                                            |
| Resolució 1528 | 27 de febrer de 2004   | 15–0–0                                                    | Estableix l'Operació de les Nacions Unides a Costa d'Ivori |
| Resolució 1529 | 29 de febrer de 2004   | 15–0–0                                                    | Desplegament de la força internacional a Haití després del cop d'estat de 2004 a Haití                                                                        |
| Resolució 1530 | 11 de març de 2004     | 15–0–0                                                    | Condemna els atemptats de Madrid, Espanya |
| Resolució 1531 | 12 de març de 2004     | 15–0–0                                                    | Estén el mandat de la Missió de les Nacions Unides a Etiòpia i a Eritrea                                                                                      |
| Resolució 1532 | 12 de març de 2004     | 15–0–0                                                    | Congela els actius del president de Libèria Charles Taylor and associates                                                                                     |
| Resolució 1533 | 12 de març de 2004     | 15–0–0                                                    | Reforça embargament d'armes contra grups armats a l'est de la República Democràtica del Congo                                                                 |
| Resolució 1534 | 26 de març de 2004     | 15–0–0                                                    | Crida al Tribunal Penal Internacional per a Ruanda i al Tribunal Penal Internacional per a l'antiga Iugoslàvia per completar els judicis el 2008              |
| Resolució 1535 | 26 de març de 2004     | 15–0–0                                                    | Restructura el Comitè contraterrorista |
| Resolució 1536 | 26 de març de 2004     | 15–0–0                                                    | Estén el mandat de la Missió d'Assistència de les Nacions Unides a l'Afganistan                                                                               |
| Resolució 1537 | 30 de març de 2004     | 15–0–0                                                    | Estén el mandat de la Missió de les Nacions Unides a Sierra Leone                                                                                             |
| Resolució 1538 | 21 d'abril de 2004     | 15–0–0                                                    | Investigació sobre la gestió del Programa Petroli per Aliments irquià                                                                                         |
| Resolució 1539 | 22 d'abril de 2004     | 15–0–0                                                    | Condemna reclutament de nens soldats; crida a monitorar el seu ús                                                                                             |
| Resolució 1540 | 28 d'abril de 2004     | 15–0–0                                                    | Crida als estats a prevenir la proliferació d'armament nuclear, químic o biològic                                                                             |
| Resolució 1541 | 29 d'abril de 2004     | 15–0–0                                                    | Estén el mandat de la Missió de Nacions Unides pel Referèndum al Sàhara Occidental                                                                            |
| Resolució 1542 | 30 d'abril de 2004     | 15–0–0                                                    | Estableix la Missió d'Estabilització de les Nacions Unides a Haití                                                                                            |
| Resolució 1543 | 14 de maig de 2004     | 15–0–0                                                    | Estén el mandat de la Missió de Suport de les Nacions Unides a Timor Oriental                                                                                 |
| Resolució 1544 | 19 de maig de 2004     | 14–0–1 (abstenció: Estats Units)                          | Crida a Israel a cessar la demolició de les llars dels palestins                                                                                              |
| Resolució 1545 | 21 de maig de 2004     | 15–0–0                                                    | Estableix l'Operació de les Nacions Unides a Burundi |
| Resolució 1546 | 8 de juny de 2004      | 15–0–0                                                    | Endorses the govern interí a l'Iraq |
| Resolució 1547 | 11 de juny de 2004     | 15–0–0                                                    | Estableix la Missió Avançada de les Nacions Unides al Sudan                                                                                                   |
| Resolució 1548 | 11 de juny de 2004     | 15–0–0                                                    | Estén el mandat de la Força de les Nacions Unides pel Manteniment de la Pau a Xipre                                                                           |
| Resolució 1549 | 17 de juny de 2004     | 15–0–0                                                    | Restableix panell per monitorar les sancions a Libèria |
| Resolució 1550 | 29 de juny de 2004     | 15–0–0                                                    | Estén el mandat de la Força de les Nacions Unides d'Observació de la Separació                                                                                |
| Resolució 1551 | 9 de juliol de 2004    | 15–0–0                                                    | Estén el mandat de la Força d'Estabilització a Bòsnia i Hercegovina                                                                                           |
| Resolució 1552 | 27 de juliol de 2004   | 15–0–0                                                    | Estén embargament d'armes contra la República Democràtica del Congo                                                                                           |
| Resolució 1553 | 29 de juliol de 2004   | 15–0–0                                                    | Estén el mandat de la UNIFIL |
| Resolució 1554 | 29 de juliol de 2004   | 15–0–0                                                    | Estén el mandat de la Missió d'Observació de les Nacions Unides a Geòrgia                                                                                     |
| Resolució 1555 | 29 de juliol de 2004   | 15–0–0                                                    | Estén el mandat de la Missió de les Nacions Unides a la República Democràtica del Congo                                                                       |
| Resolució 1556 | 30 de juliol de 2004   | 13–0–2 (abstencions: Xina, Pakistan)                      | Demanda al Sudan el desarmament de la milícia Janjaweed al Darfur                                                                                             |
| Resolució 1557 | 12 d'agost de 2004     | 15–0–0                                                    | Estén el mandat de la Missió d'Assistència de les Nacions Unides a l'Iraq                                                                                     |
| Resolució 1558 | 17 d'agost de 2004     | 15–0–0                                                    | Restableix grup de seguiment de l'embargament d'armes contra Somàlia                                                                                          |
| Resolució 1559 | 2 de setembre de 2004  | 9–0–6                                                     | Suport a les eleccions al Líban; crida per la retirada de forces estrangeres                                                                                  |
| Resolució 1560 | 14 de setembre de 2004 | 15–0–0                                                    | Estén el mandat de la Missió de les Nacions Unides a Etiòpia i a Eritrea                                                                                      |
| Resolució 1561 | 17 de setembre de 2004 | 15–0–0                                                    | Estén el mandat de la Missió de les Nacions Unides a Libèria                                                                                                  |
| Resolució 1562 | 17 de setembre de 2004 | 15–0–0                                                    | Estén el mandat de la Missió de les Nacions Unides a Sierra Leone                                                                                             |
| Resolució 1563 | 17 de setembre de 2004 | 15–0–0                                                    | Estén autorització de la Força Internacional d'Assistència i de Seguretat a l'Afganistan                                                                      |
| Resolució 1564 | 18 de setembre de 2004 | 11–0–4 (abstencions: Algèria, Xina, Pakistan, Rússia)     | Amenaça de sancions contra Sudan; Estableix comissió d'inverstigació de violacions dels drets humans al Darfur                                                |
| Resolució 1565 | 1 d'octubre de 2004    | 15–0–0                                                    | Estén i reforça la Missió de les Nacions Unides a la República Democràtica del Congo                                                                          |
| Resolució 1566 | 8 d'octubre de 2004    | 15–0–0                                                    | Cooperació internacional contra el terrorisme |
| Resolució 1567 | 14 d'octubre de 2004   | 15–0–0                                                    | Nomenament de jutges al Tribunal Penal Internacional per a l'antiga Iugoslàvia                                                                                |
| Resolució 1568 | 22 d'octubre de 2004   | 15–0–0                                                    | Estén el mandat de la Força de les Nacions Unides pel Manteniment de la Pau a Xipre                                                                           |
| Resolució 1569 | 26 d'octubre de 2004   | 15–0–0                                                    | Decideix celebrar una reunió de dos dies pel conflicte del Darfur a Nairobi, Kenya                                                                            |
| Resolució 1570 | 28 d'octubre de 2004   | 15–0–0                                                    | Estén el mandat de la Missió de Nacions Unides pel Referèndum al Sàhara Occidental                                                                            |
| Resolució 1571 | 4 de novembre de 2004  | Aprovada sense votació                                    | Eleccions i vacants a la Cort Internacional de Justícia |
| Resolució 1572 | 15 de novembre de 2004 | 15–0–0                                                    | Imposa sancions a Costa d'Ivori |
| Resolució 1573 | 16 de novembre de 2004 | 15–0–0                                                    | Estén el mandat de la Missió de Suport de les Nacions Unides a Timor Oriental                                                                                 |
| Resolució 1574 | 19 de novembre de 2004 | 15–0–0                                                    | Estén el mandat de la Missió Avançada de les Nacions Unides al Sudan; Acord de Pau Complet                                                                    |
| Resolució 1575 | 22 de novembre de 2004 | 15–0–0                                                    | Conclusió de la Força d'Estabilització a Bòsnia i Hercegovina; paper d'EUFOR Althea                                                                           |
| Resolució 1576 | 29 de novembre de 2004 | 15–0–0                                                    | Estén el mandat de la Missió d'Estabilització de les Nacions Unides a Haití                                                                                   |
| Resolució 1577 | 1 de desembre de 2004  | 15–0–0                                                    | Estén el mandat de la Operació de les Nacions Unides a Burundi                                                                                                |
| Resolució 1578 | 15 de desembre de 2004 | 15–0–0                                                    | Estén el mandat de la Força de les Nacions Unides d'Observació de la Separació                                                                                |
| Resolució 1579 | 21 de desembre de 2004 | 15–0–0                                                    | Renova sancions contra Libèria; Restableix panell d'experts per monitorar les sancions                                                                        |
| Resolució 1580 | 22 de desembre de 2004 | 15–0–0                                                    | Estén el mandat de l'Oficina de les Nacions Unides pel Suport a la Consolidació de la Pau a Guinea Bissau                                                     |
| Resolució 1581 | 18 de gener de 2005    | 15–0–0                                                    | Amplia els mandats dels jutges temporals al Tribunal Penal Internacional per a l'antiga Iugoslàvia                                                            |
| Resolució 1582 | 28 de gener de 2005    | 15–0–0                                                    | Estén el mandat de la Missió d'Observació de les Nacions Unides a Geòrgia                                                                                     |
| Resolució 1583 | 28 de gener de 2005    | 15–0–0                                                    | Estén el mandat de la UNIFIL; Condemna la violèncioa en la Línia Blava                                                                                        |
| Resolució 1584 | 1 de febrer de 2005    | 15–0–0                                                    | Reforça embargament d'armes contra Costa d'Ivori |
| Resolució 1585 | 10 de març de 2005     | 15–0–0                                                    | Estén el mandat de la Missió Avançada de les Nacions Unides al Sudan                                                                                          |
| Resolució 1586 | 14 de març de 2005     | 15–0–0                                                    | Estén el mandat de la Missió de les Nacions Unides a Etiòpia i a Eritrea                                                                                      |
| Resolució 1587 | 15 de març de 2005     | 15–0–0                                                    | Restableix panell de seguiment de l'embargament d'armes contra Somàlia                                                                                        |
| Resolució 1588 | 17 de març de 2005     | 15–0–0                                                    | Estén el mandat de la Missió Avançada de les Nacions Unides al Sudan                                                                                          |
| Resolució 1589 | 24 de març de 2005     | 15–0–0                                                    | Estén el mandat de la Missió d'Assistència de les Nacions Unides a l'Afganistan                                                                               |
| Resolució 1590 | 24 de març de 2005     | 15–0–0                                                    | Estableix la Missió de les Nacions Unides al Sudan |
| Resolució 1591 | 27 de març de 2005     | 12–0–3 (abstencions: Algèria, Xina, Rússia)               | Imposa sancions contra les parts "que impedeixen el procés de pau" a Darfur                                                                                   |
| Resolució 1592 | 30 de març de 2005     | 15–0–0                                                    | Estén el mandat de la Missió de les Nacions Unides a la República Democràtica del Congo                                                                       |
| Resolució 1593 | 31 de març de 2005     | 11–0-4 (abstencions: Algèria, Brasil, Xina, Estats Units) | Refència al conflicte del Darfur en la Cort Penal Internacional                                                                                               |
| Resolució 1594 | 4 d'abril de 2005      | 15–0–0                                                    | Estén el mandat de l'Operació de les Nacions Unides a Costa d'Ivori                                                                                           |
| Resolució 1595 | 7 d'abril de 2005      | 15–0–0                                                    | Estableix una investigació internacional sobre l'assassinat de l'antic primer ministre libanès Rafik Hariri                                                   |
| Resolució 1596 | 18 d'abril de 2005     | 15–0–0                                                    | Amplia embargament d'armes contra la República Democràtica del Congo                                                                                          |
| Resolució 1597 | 20 d'abril de 2005     | 15–0–0                                                    | Habilita als jutges temporals del Tribunal Penal Internacional per a l'antiga Iugoslàvia per ser re-elegits                                                   |
| Resolució 1598 | 28 d'abril de 2005     | 15–0–0                                                    | Estén el mandat de la Missió de Nacions Unides pel Referèndum al Sàhara Occidental                                                                            |
| Resolució 1599 | 28 d'abril de 2005     | 15–0–0                                                    | Estableix l'Oficina de les Nacions Unides a Timor Oriental |
| Resolució 1600 | 4 de maig de 2005      | 15–0–0                                                    | Estén el mandat de l'Operació de les Nacions Unides a Costa d'Ivori                                                                                           |